# Lista de regiões geográficas intermediárias e imediatas do Ceará

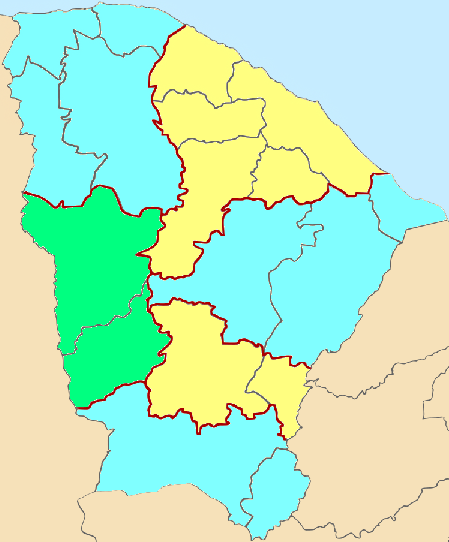
Divisão das regiões intermediárias (vermelho) e imediatas (cinza).

Esta é a lista de regiões geográficas intermediárias e imediatas do Ceará, estado brasileiro da Região Nordeste do país. O Ceará é composto por 184 municípios, que estão distribuídos em 18 regiões geográficas imediatas, que por sua vez estão agrupadas em seis regiões geográficas intermediárias, segundo a divisão do Instituto Brasileiro de Geografia e Estatística (IBGE) vigente desde 2017. A primeira seção aborda as regiões geográficas intermediárias e suas respectivas regiões imediatas integrantes, enquanto que a segunda trata das regiões geográficas imediatas e seus respectivos municípios, divididas por regiões intermediárias e ordenadas pela codificação do IBGE.
As regiões geográficas intermediárias foram apresentadas em 2017, com a atualização da divisão regional do Brasil, e correspondem a uma revisão das antigas mesorregiões, que estavam em vigor desde a divisão de 1989. As regiões geográficas imediatas, por sua vez, substituíram as microrregiões. Na divisão vigente até 2017, os municípios do estado estavam distribuídos em 33 microrregiões e sete mesorregiões, segundo o IBGE.

## Regiões geográficas intermediárias
| Região geográfica intermediária | Código | Número de municípios | Regiões geográficas imediatas                | Código | Número de municípios |
| ------------------------------- | ------ | -------------------- | -------------------------------------------- | ------ | -------------------- |
| Fortaleza                       | 2301   | 51                   | Fortaleza                                    | 230001 | 20                   |
| Fortaleza                       | 2301   | 51                   | Itapipoca                                    | 230002 | 7                    |
| Fortaleza                       | 2301   | 51                   | Redenção-Acarape                             | 230003 | 12                   |
| Fortaleza                       | 2301   | 51                   | Canindé                                      | 230004 | 6                    |
| Fortaleza                       | 2301   | 51                   | Itapajé                                      | 230005 | 6                    |
| Quixadá                         | 2302   | 31                   | Quixadá                                      | 230006 | 11                   |
| Quixadá                         | 2302   | 31                   | Russas-Limoeiro do Norte                     | 230007 | 15                   |
| Quixadá                         | 2302   | 31                   | Aracati                                      | 230008 | 5                    |
| Iguatu                          | 2303   | 15                   | Iguatu                                       | 230009 | 10                   |
| Iguatu                          | 2303   | 15                   | Icó                                          | 230010 | 5                    |
| Juazeiro do Norte               | 2304   | 30                   | Juazeiro do Norte                            | 230011 | 22                   |
| Juazeiro do Norte               | 2304   | 30                   | Brejo Santo                                  | 230012 | 8                    |
| Crateús                         | 2305   | 13                   | Crateús                                      | 230013 | 10                   |
| Crateús                         | 2305   | 13                   | Tauá                                         | 230014 | 3                    |
| Sobral                          | 2306   | 44                   | Sobral                                       | 230015 | 23                   |
| Sobral                          | 2306   | 44                   | São Benedito-Ipu-Guaraciaba do Norte-Tianguá | 230016 | 11                   |
| Sobral                          | 2306   | 44                   | Acaraú                                       | 230017 | 6                    |
| Sobral                          | 2306   | 44                   | Camocim                                      | 230018 | 4                    |

## Regiões geográficas imediatas por regiões intermediárias

### Fortaleza
| Região geográfica imediata | Código | Municípios              |
| -------------------------- | ------ | ----------------------- |
| Fortaleza                  | 230001 | Aquiraz                 |
| Fortaleza                  | 230001 | Beberibe                |
| Fortaleza                  | 230001 | Cascavel                |
| Fortaleza                  | 230001 | Caucaia                 |
| Fortaleza                  | 230001 | Chorozinho              |
| Fortaleza                  | 230001 | Eusébio                 |
| Fortaleza                  | 230001 | Fortaleza               |
| Fortaleza                  | 230001 | Guaiúba                 |
| Fortaleza                  | 230001 | Horizonte               |
| Fortaleza                  | 230001 | Itaitinga               |
| Fortaleza                  | 230001 | Maracanaú               |
| Fortaleza                  | 230001 | Maranguape              |
| Fortaleza                  | 230001 | Pacajus                 |
| Fortaleza                  | 230001 | Pacatuba                |
| Fortaleza                  | 230001 | Palmácia                |
| Fortaleza                  | 230001 | Paracuru                |
| Fortaleza                  | 230001 | Paraipaba               |
| Fortaleza                  | 230001 | Pindoretama             |
| Fortaleza                  | 230001 | São Gonçalo do Amarante |
| Fortaleza                  | 230001 | São Luís do Curu        |
| Itapipoca                  | 230002 | Amontada                |
| Itapipoca                  | 230002 | Itapipoca               |
| Itapipoca                  | 230002 | Miraíma                 |
| Itapipoca                  | 230002 | Trairi                  |
| Itapipoca                  | 230002 | Tururu                  |
| Itapipoca                  | 230002 | Umirim                  |
| Itapipoca                  | 230002 | Uruburetama             |
| Redenção-Acarape           | 230003 | Acarape                 |
| Redenção-Acarape           | 230003 | Aracoiaba               |
| Redenção-Acarape           | 230003 | Aratuba                 |
| Redenção-Acarape           | 230003 | Barreira                |
| Redenção-Acarape           | 230003 | Baturité                |
| Redenção-Acarape           | 230003 | Capistrano              |
| Redenção-Acarape           | 230003 | Guaramiranga            |
| Redenção-Acarape           | 230003 | Itapiúna                |
| Redenção-Acarape           | 230003 | Mulungu                 |
| Redenção-Acarape           | 230003 | Ocara                   |
| Redenção-Acarape           | 230003 | Pacoti                  |
| Redenção-Acarape           | 230003 | Redenção                |
| Canindé                    | 230004 | Boa Viagem              |
| Canindé                    | 230004 | Canindé                 |
| Canindé                    | 230004 | Caridade                |
| Canindé                    | 230004 | Itatira                 |
| Canindé                    | 230004 | Madalena                |
| Canindé                    | 230004 | Paramoti                |
| Itapajé                    | 230005 | Apuiarés                |
| Itapajé                    | 230005 | General Sampaio         |
| Itapajé                    | 230005 | Irauçuba                |
| Itapajé                    | 230005 | Itapajé                 |
| Itapajé                    | 230005 | Pentecoste              |
| Itapajé                    | 230005 | Tejuçuoca               |

### Quixadá
| Região geográfica imediata | Código | Municípios                |
| -------------------------- | ------ | ------------------------- |
| Quixadá                    | 230006 | Banabuiú                  |
| Quixadá                    | 230006 | Choró                     |
| Quixadá                    | 230006 | Deputado Irapuan Pinheiro |
| Quixadá                    | 230006 | Ibaretama                 |
| Quixadá                    | 230006 | Ibicuitinga               |
| Quixadá                    | 230006 | Milhã                     |
| Quixadá                    | 230006 | Pedra Branca              |
| Quixadá                    | 230006 | Quixadá                   |
| Quixadá                    | 230006 | Quixeramobim              |
| Quixadá                    | 230006 | Senador Pompeu            |
| Quixadá                    | 230006 | Solonópole                |
| Russas-Limoeiro do Norte   | 230007 | Alto Santo                |
| Russas-Limoeiro do Norte   | 230007 | Ereré                     |
| Russas-Limoeiro do Norte   | 230007 | Iracema                   |
| Russas-Limoeiro do Norte   | 230007 | Jaguaretama               |
| Russas-Limoeiro do Norte   | 230007 | Jaguaribara               |
| Russas-Limoeiro do Norte   | 230007 | Jaguaribe                 |
| Russas-Limoeiro do Norte   | 230007 | Limoeiro do Norte         |
| Russas-Limoeiro do Norte   | 230007 | Morada Nova               |
| Russas-Limoeiro do Norte   | 230007 | Palhano                   |
| Russas-Limoeiro do Norte   | 230007 | Pereiro                   |
| Russas-Limoeiro do Norte   | 230007 | Potiretama                |
| Russas-Limoeiro do Norte   | 230007 | Quixeré                   |
| Russas-Limoeiro do Norte   | 230007 | Russas                    |
| Russas-Limoeiro do Norte   | 230007 | São João do Jaguaribe     |
| Russas-Limoeiro do Norte   | 230007 | Tabuleiro do Norte        |
| Aracati                    | 230008 | Aracati                   |
| Aracati                    | 230008 | Fortim                    |
| Aracati                    | 230008 | Icapuí                    |
| Aracati                    | 230008 | Itaiçaba                  |
| Aracati                    | 230008 | Jaguaruana                |

### Iguatu
| Região geográfica imediata | Código | Municípios      |
| -------------------------- | ------ | --------------- |
| Iguatu                     | 230009 | Acopiara        |
| Iguatu                     | 230009 | Cariús          |
| Iguatu                     | 230009 | Catarina        |
| Iguatu                     | 230009 | Cedro           |
| Iguatu                     | 230009 | Iguatu          |
| Iguatu                     | 230009 | Jucás           |
| Iguatu                     | 230009 | Mombaça         |
| Iguatu                     | 230009 | Piquet Carneiro |
| Iguatu                     | 230009 | Quixelô         |
| Iguatu                     | 230009 | Saboeiro        |
| Icó                        | 230010 | Baixio          |
| Icó                        | 230010 | Icó             |
| Icó                        | 230010 | Ipaumirim       |
| Icó                        | 230010 | Orós            |
| Icó                        | 230010 | Umari           |

### Juazeiro do Norte
| Região geográfica imediata | Código | Municípios           |
| -------------------------- | ------ | -------------------- |
| Juazeiro do Norte          | 230011 | Aiuaba               |
| Juazeiro do Norte          | 230011 | Altaneira            |
| Juazeiro do Norte          | 230011 | Antonina do Norte    |
| Juazeiro do Norte          | 230011 | Araripe              |
| Juazeiro do Norte          | 230011 | Assaré               |
| Juazeiro do Norte          | 230011 | Aurora               |
| Juazeiro do Norte          | 230011 | Barbalha             |
| Juazeiro do Norte          | 230011 | Campos Sales         |
| Juazeiro do Norte          | 230011 | Caririaçu            |
| Juazeiro do Norte          | 230011 | Crato                |
| Juazeiro do Norte          | 230011 | Farias Brito         |
| Juazeiro do Norte          | 230011 | Granjeiro            |
| Juazeiro do Norte          | 230011 | Jardim               |
| Juazeiro do Norte          | 230011 | Juazeiro do Norte    |
| Juazeiro do Norte          | 230011 | Lavras da Mangabeira |
| Juazeiro do Norte          | 230011 | Missão Velha         |
| Juazeiro do Norte          | 230011 | Nova Olinda          |
| Juazeiro do Norte          | 230011 | Potengi              |
| Juazeiro do Norte          | 230011 | Salitre              |
| Juazeiro do Norte          | 230011 | Santana do Cariri    |
| Juazeiro do Norte          | 230011 | Tarrafas             |
| Juazeiro do Norte          | 230011 | Várzea Alegre        |
| Brejo Santo                | 230012 | Abaiara              |
| Brejo Santo                | 230012 | Barro                |
| Brejo Santo                | 230012 | Brejo Santo          |
| Brejo Santo                | 230012 | Jati                 |
| Brejo Santo                | 230012 | Mauriti              |
| Brejo Santo                | 230012 | Milagres             |
| Brejo Santo                | 230012 | Penaforte            |
| Brejo Santo                | 230012 | Porteiras            |

### Crateús
| Região geográfica imediata | Código | Municípios       |
| -------------------------- | ------ | ---------------- |
| Crateús                    | 230013 | Ararendá         |
| Crateús                    | 230013 | Crateús          |
| Crateús                    | 230013 | Independência    |
| Crateús                    | 230013 | Ipaporanga       |
| Crateús                    | 230013 | Monsenhor Tabosa |
| Crateús                    | 230013 | Nova Russas      |
| Crateús                    | 230013 | Novo Oriente     |
| Crateús                    | 230013 | Poranga          |
| Crateús                    | 230013 | Quiterianópolis  |
| Crateús                    | 230013 | Tamboril         |
| Tauá                       | 230014 | Arneiroz         |
| Tauá                       | 230014 | Parambu          |
| Tauá                       | 230014 | Tauá             |

### Sobral
| Região geográfica imediata                    | Código | Municípios             |
| --------------------------------------------- | ------ | ---------------------- |
| Sobral                                        | 230015 | Alcântaras             |
| Sobral                                        | 230015 | Cariré                 |
| Sobral                                        | 230015 | Catunda                |
| Sobral                                        | 230015 | Coreaú                 |
| Sobral                                        | 230015 | Forquilha              |
| Sobral                                        | 230015 | Frecheirinha           |
| Sobral                                        | 230015 | Graça                  |
| Sobral                                        | 230015 | Groaíras               |
| Sobral                                        | 230015 | Hidrolândia            |
| Sobral                                        | 230015 | Martinópole            |
| Sobral                                        | 230015 | Massapê                |
| Sobral                                        | 230015 | Meruoca                |
| Sobral                                        | 230015 | Moraújo                |
| Sobral                                        | 230015 | Morrinhos              |
| Sobral                                        | 230015 | Mucambo                |
| Sobral                                        | 230015 | Pacujá                 |
| Sobral                                        | 230015 | Reriutaba              |
| Sobral                                        | 230015 | Santa Quitéria         |
| Sobral                                        | 230015 | Santana do Acaraú      |
| Sobral                                        | 230015 | Senador Sá             |
| Sobral                                        | 230015 | Sobral                 |
| Sobral                                        | 230015 | Uruoca                 |
| Sobral                                        | 230015 | Varjota                |
| São Benedito-Ipu- Guaraciaba do Norte-Tianguá | 230016 | Carnaubal              |
| São Benedito-Ipu- Guaraciaba do Norte-Tianguá | 230016 | Croatá                 |
| São Benedito-Ipu- Guaraciaba do Norte-Tianguá | 230016 | Guaraciaba do Norte    |
| São Benedito-Ipu- Guaraciaba do Norte-Tianguá | 230016 | Ibiapina               |
| São Benedito-Ipu- Guaraciaba do Norte-Tianguá | 230016 | Ipu                    |
| São Benedito-Ipu- Guaraciaba do Norte-Tianguá | 230016 | Ipueiras               |
| São Benedito-Ipu- Guaraciaba do Norte-Tianguá | 230016 | Pires Ferreira         |
| São Benedito-Ipu- Guaraciaba do Norte-Tianguá | 230016 | São Benedito           |
| São Benedito-Ipu- Guaraciaba do Norte-Tianguá | 230016 | Tianguá                |
| São Benedito-Ipu- Guaraciaba do Norte-Tianguá | 230016 | Ubajara                |
| São Benedito-Ipu- Guaraciaba do Norte-Tianguá | 230016 | Viçosa do Ceará        |
| Acaraú                                        | 230017 | Acaraú                 |
| Acaraú                                        | 230017 | Bela Cruz              |
| Acaraú                                        | 230017 | Cruz                   |
| Acaraú                                        | 230017 | Itarema                |
| Acaraú                                        | 230017 | Jijoca de Jericoacoara |
| Acaraú                                        | 230017 | Marco                  |
| Camocim                                       | 230018 | Barroquinha            |
| Camocim                                       | 230018 | Camocim                |
| Camocim                                       | 230018 | Chaval                 |
| Camocim                                       | 230018 | Granja                 |